# 肖尼 (俄克拉何马州)
肖尼（英語：Shawnee）是美国奧克拉荷馬州波特瓦特米縣的县城，在2010年的人口普查中人口为29,857人，比2000年人口普查的数据28,692人增长4.0%。
40號州際公路经过这里，距离奧克拉荷馬市45分钟车程。